# Calycomyza verbesinae
Calycomyza verbesinae este o specie de muște din genul Calycomyza, familia Agromyzidae, descrisă de Spencer în anul 1963. Conform Catalogue of Life specia Calycomyza verbesinae nu are subspecii cunoscute.